# Darkwell
Darkwell är ett gothic metal-band från Innsbruck, Österrike. Det bildades 1999 av basgitarristen Roland Wurzer och gitarristen Roman Wienicke.

## Medlemmar
Nuvarande medlemmar
- Roland Wurzer – basgitarr (1999– )
- Alexandra Pittracher – sång (1999–2003, 2013– )
- Raphael Lepuschitz – keyboard (2000– )
- Matthias Nussbaum – gitarr (2001– )
- Michael Bachler – trummor (2012– )

Tidigare medlemmar
- Moritz Neuner – trummor (1999–2012)
- Roman Wienicke – gitarr (1999–2001)
- Christian Filip – keyboard, bakgrundssång (1999–2001)
- Stephanie Luzie (Stephanie Luzie Meier) – sång (2003–2013)

## Diskografi
Studioalbum
- 2000 – Suspiria
- 2004 – Metat[r]on
- 2016 – Moloch

EP
- 2002 – Conflict of Interest

Singlar
- 2004 – "Strange"